# Clémence Delavoipière
Clémence Delavoipière, née le 5 janvier 2000 aux Andelys, en France, est une escrimeuse française handisport, championne du monde à l'épée en 2022, et vice-championne du monde au sabre.

## Biographie

### Jeunesse et formation
Clémence Delavoipière naît le 5 janvier 2000 aux Andelys dans le département de l'Eure, en France. Elle naît avec une malfomation à la jambe droite, sans pied droit, et doit être amputée à l'âge d'un an, en dessous du genou,.
Elle pratique le sport, surtout l'athlétisme, et la musique (le violoncelle), et part étudier en Île-de-France,.

### Carrière sportive
Après avoir voulu s'engager dans un club d'athlétisme, mais ne trouvant pas de club adapté, Clémence Delavoipière opte finalement pour l'escrime,.
Un an après avoir commencé l'escrime, elle remporte la médaille d'or aux championnats du monde U23 à Sao Paulo en 2022 à l'épée, et obtient de plus la médaille d'argent au sabre et la médaille de bronze au fleuret, en catégorie A,.
En coupe du monde, Clémence Delavoipière obtient en 2022 la médaille de bronze en épée par équipe à Pise, et récidive à Varsovie.
La ville de Bourneville-Sainte-Croix donne son nom au gymnase.
Elle participe à remporter la médaille d'argent en épée par équipe, aux championnat d'Europe, en mars 2024 à Paris.
Clémence Delavoipière est qualifiée pour les Jeux paralympiques d'été de 2024 à Paris. Elle est engagée en individuel à l'épée, au sabre et au fleuret ; et par équipe au fleuret et à l'épée. Elle atteint les 8e de finale au fleuret et à l'épée, et les quarts de finale en fleuret par équipe.